# Hancharavalli, Chikmagalur
Hancharavalli là một làng thuộc tehsil Chikmagalur, huyện Chikmagalur, bang Karnataka, Ấn Độ.